# Spilia
Spilia (en griego: Σπήλια) es una pequeña villa del Distrito de Nicosia de Chipre, próxima a Kyperounta. Ubicada en las montañas de Troodos, se encuentra a una altitud promedio de 1100m y a unos 65kms de Nicosia. La aldea de Kourdali es parte de ella. Su entorno natural es el bosque. 
Sus antecedentes se remontan a dos mil años dado el descubrimiento de varias tumbas romanas en el lugar. Un monasterio fue construido en Kourdali en el siglo XVI. En 1850, se construyó una iglesia en Spilia. 
La localidad tuvo activa participación durante la Guerra de la Independencia. En sus proximidades se desarrolló la denominada “Combate de Spilia” el 11 de noviembre de 1955 entre fuerzas de la EOKA y del Ejército Británico